# Kurlisty
Titul Kurlisty se vžil jako jednotný název pro seznamy lázeňských hostů, které byly zavedeny z důvodu evidence klientů v době, kdy začala návštěvnost lázní významně narůstat.

## Karlovarské Kurlisty
Předchůdcem karlovarských Kurlistů byl historicky první seznam lázeňských hostů, který vedl v letech 1569 až 1637 karlovarský lékař Wenceslaus Hillinger. Ten však do seznamu zapisoval pouze urozené hosty. První seznamy, které zachycovaly většinu hostů, vznikly v roce 1638 a byly ještě ručně psané. Tištěné Kurlisty začal vydávat roku 1795 na základě údajů převzatých z přihlašovacích knih až Franc Franieck, zakladatel tiskárny a otec nejvýznamnějšího karlovarského knihtiskaře Franze H. Franiecka. Zapisoval tam jména, místo ubytování, event. hostův doprovod. Ne všechna jména se však do Kurlistů dostala, neboť občas existovali hosté, kteří si nepřáli být zaevidováni. Kurlisty se vždy na konci roku ukládaly do archivu.
Karlovarské Kurlisty, původně psáno Carlsbader Curliste, později Karlsbader Kurliste, byly během času nazývány různě – např. Adressbücher, Badeliste, Kur- und Badeliste, podrobněji pak např. Carlsbader Badeliste für 1848, či případně delšími názvy Liste der Angekommenen und Abgereisten P. T. Gäste in Carlsbad  nebo Liste der angekommenen Kur- und Badegäste in der könig. Stadt Kaiser – Karlsbad im Jahre 1803.
Tyto seznamy se staly vzácnými archiváliemi a jsou často využívány badatelskou veřejností ke studijním účelům. Aby byla minimalizována míra jejich poškození a zlepšil se uživatelský komfort jejich využití, rozhodly se některé instituce přikročit k jejich digitalizaci. Digitalizované Kurlisty nabízí karlovarské muzeum, karlovarská krajská knihovna nebo česko-bavorský archivní portál Porta fontium. Jako všechny dostupné digitalizované dokumenty je lze nalézt též v Manuscriptoriu, digitální knihovně při Národní knihovně České republiky.
Seznamy lázeňských hostů byly vedeny i v jiných lázeňských městech, např. v lázních Kyselka, Františkových Lázních, Konstantinových Lázních nebo Mariánských Lázních.
Po roce 1945 už nebyly v Karlových Varech Kurlisty obnoveny.